# Lucas Silva
Lucas Antônio Silva de Oliveira (Miguel Calmon BA, Brasil, el 26 de agosto de 1984) es un futbolista brasileño naturalizado mexicano que se desempeñaba como mediocampista ofensivo. Es un jugador que se desempeña en la talacha con el equipo "La Juve". Actualmente cobra al rededor de 25 mil pesos mx por partido.

## Carrera
Debuta en 2002 como profesional en el modesto Olaria Atlético Clube en Río de Janeiro.

### Liga de Ascenso de México
En 2003 llegó para jugar en la extinta Liga de Ascenso de México, misma que era la segunda categoría del fútbol mexicano y se denomina Liga de Expansión MX, en ese circuito jugó en los clubes, Altamira, Correcaminos de la UAT y Dorados.

### Botafogo
En 2008 regreso al fútbol brasileño para jugar con Botafogo de Río de Janeiro, en el club de la "estrella solitaria" permanece un año, para posteriormente viajar nuevamente al fútbol mexicano.

### Regresa al fútbol mexicano
En 2009 regresa al fútbol mexicano contratado por el Atlante, es enviado a su filial, el Atlante UTN de la Liga de Ascenso, sin embargo juega como refuerzo el Mundial de Clubes con el primer equipo azulgrana.
Posteriormente juega en las filas del Tiburones Rojos de Veracruz, Dorados, Correcaminos en el Ascenso MX. Luego de sus exitosos pasos por el Club Puebla y el Deportivo Toluca, Lucas Silva fue fichado de forma definitiva por el Club de Fútbol Monterrey en el régimen de transferencias de verano de cara a la campaña 2013-2014 de la Liga Mexicana. El 10 de junio de 2015 es transferido definitivamente al Cruz Azul Fútbol Club, dentro del Régimen de Transferencias de dicho año. En diciembre de 2015 es traspasado al Club de Futbol Pachuca, equipo con el que fue campeón de Liga.

### Clubes
| Club                      | País                | Año             | Partidos | Goles | Media |
| ------------------------- | ------------------- | --------------- | -------- | ----- | ----- |
| Olaria Atlético Clube     | Brasil              | 2002 - 2003     | 27       | 1     | 0.04  |
| Altamira F.C.             | México              | 2003 - 2004     | 46       | 7     | 0.15  |
| Delfines de Coatzacoalcos | México              | 2005            | 23       | 2     | 0.09  |
| Correcaminos U.A.T.       | México              | 2005 - 2006     | 40       | 14    | 0.35  |
| Dorados de Sinaloa        | México              | 2006 - 2008     | 88       | 21    | 0.24  |
| Botafogo                  | Brasil              | 2008 - 2009     | 16       | 0     | 0     |
| Atlante U.T.N.            | México              | 2009            | 13       | 4     | 0.31  |
| Atlante F.C.              | México              | 2009            | 2        | 1     | 0.5   |
| Veracruz                  | México              | 2010            | 14       | 1     | 0.07  |
| Dorados de Sinaloa        | México              | 2010            | 16       | 2     | 0.13  |
| Correcaminos U.A.T.       | México              | 2011            | 18       | 1     | 0.06  |
| Puebla F.C.               | México              | 2011 - 2012     | 33       | 7     | 0.21  |
| Deportivo Toluca          | México              | 2012 - 2013     | 40       | 12    | 0.3   |
| C.F. Monterrey            | México              | 2013 - 2015     | 58       | 5     | 0.09  |
| Cruz Azul F.C.            | México              | 2015            | 12       | 3     | 0.25  |
| Pachuca C.F.              | México              | 2016            | 16       | 2     | 0.13  |
| F.C. Juárez               | México              | 2016            | 19       | 0     | 0     |
| Jaguares de Chiapas       | México              | 2017            | 16       | 1     | 0.06  |
| Total en su carrera       | Total en su carrera | 2002 - Presente | 497      | 84    | 0.17  |

## Palmarés
| Título           | Club    | País   | Año  |
| ---------------- | ------- | ------ | ---- |
| Liga Bancomer MX | Pachuca | México | 2016 |

- Datos: Q2755986
- Multimedia: Lucas Antônio Silva de Oliveira / Q2755986